# Coelorinchus sereti
Coelorinchus sereti är en fiskart som beskrevs av Akitoshi Iwamoto och Merrett, 1997. Coelorinchus sereti ingår i släktet Coelorinchus och familjen skolästfiskar. Inga underarter finns listade i Catalogue of Life.